# Johann Sonnleitner
Johann Sonnleitner (* 1941 in Trofaiach) ist ein in Zürich lebender Musikpädagoge und Experte als Interpret Alter Musik auf historischen Tasteninstrumenten. Er ist Organist, Cembalist und Musikhistoriker.

## Leben und Wirken
Sonnleitner studierte an der Wiener Musikhochschule Orgel (Alois Forer), Cembalo (Eta Harich-Schneider) und Schulmusik sowie an der Universität Wien Geschichte und Pädagogik und vervollständigte seine Ausbildung durch den Besuch von Meisterkursen bei Gustav Leonhardt, Anton Heiller, Luigi Ferdinando Tagliavini, Marie-Claire Alain, Cor Kee u. a. Er kann auf eine internationale Konzerttätigkeit als Solist, Kammermusikpartner und Liedbegleiter verweisen.
Seine Lehrtätigkeit begann an der Wiener Musikhochschule in den Fächern Improvisation und Partiturspiel und setzte sich mit einer sechsjährigen Assistenz bei Nikolaus Harnoncourt am Mozarteum Salzburg fort. 1979 kam er an die Musikhochschule Zürich als Lehrer für historische Tasteninstrumente. Von 1983 bis 2003 unterrichtete er regelmäßig am Lehr und Forschungsinstitut Schola Cantorum Basiliensis. Sonnleitner leitete mehr als zwei Jahrzehnte die Meisterkurse für Tasteninstrumente im Rahmen der Innsbrucker Festwochen der Alten Musik.
Studiert bei Sonnleitner haben unter anderen Margarete Kopelent, Marie-Louise Dähler, Yasunori Imamura und Naoki Kitaya, im Rahmen von Kursen unterrichtete er Künstler wie Oscar Milani, Christine Schornsheim und Gudrun Schaumann. 
Er publizierte seine Lehr- und Forschungstätigkeit auf den Gebieten der Aufführungspraxis (insbesondere bezüglich der historischen Tempo- und Metronom-Angaben) in einer Reihe von Aufsätzen und gemeinsam mit dem Musikwissenschaftler Clemens-Christoph von Gleich im Studienwerk Bach: Wie schnell?
Sonnleitner ist bekannt für zahlreiche Erstaufführungen von neuer Orgel- und Cembalomusik als Mitwirkender im Wiener Ensemble Die Reihe von Friedrich Cerha und setzt Musik in erweiterter Tonalität, angeregt durch die Kompositionen und die Forschungsarbeit von Heiner Ruland, ein. Sonnleitner komponiert Lieder, Chorwerke, Kammermusik und Musik für 24-tönige Tasteninstrumente (Viertelton-Musik).

## Werke (Auswahl)
Kantaten
- Die Oelberg-Apokalypse
- Der himmlische Reiter
- Die Waffenrüstung Gottes

Vesper
- An der Schwelle des Abends

Oratorium
- Klingendes Licht
- Das Traumlied des Olaf Astenson

## Auszeichnungen
- Preisträger beim Internationalen Cembalo-Wettbewerb in Brügge (1968)